# Roger Kempf
Pour les articles homonymes, voir Kempf.
Roger Napoléon Charles Kempf, né le 6 juillet 1927 à Strasbourg et mort le 9 septembre 2014 à Bâle, est un écrivain, philosophe, germaniste et ethnologue de la littérature.

## Carrière et œuvre
Professeur émérite à l'École polytechnique fédérale de Zurich, Roger Kempf a enseigné le français dans de nombreuses universités de par le monde. Entre 1949 et 1953, il a été l'assistant d'Ernst Robert Curtius à l'université rhénane Frédéric-Guillaume de Bonn. Il s'est intéressé, dans ses divers ouvrages, au corps et aux mœurs dans le champ de l'histoire et de la fiction.
1964, docteur en lettres de l'Université de Neuchâtel 

1965-1968, professeur de langues romanes à l'université Northwestern d'Evanston (Illinois)

1968-1992, professeur de langue et littérature françaises à l'École polytechnique de Zurich
Sa fille, Anissa Kempf, est professeure-assistante au BioCentre de l'Université de Bâle (de).

## Publications

### Fiction
- Un ami pour la vie, Grasset, 7 février 1996, 154 p. (ISBN 9782246517412)
- Avec André Gide, Grasset, coll. « Terres et Scien », 12 janvier 2000, 155 p. (ISBN 9782246598817)
- Notamment, Furor, 8 octobre 2014, 152 p. (ISBN 9782970092537)

### Essai
- Diderot et le roman : ou le démon de la présence, Paris, Seuil, coll. « Pierres vives », 1964, 253 p. (ISBN 9782020025997)
- Sur le corps romanesque, Paris, Seuil, coll. « Pierres vives », 1er mai 1968, 189 p. (ISBN 9782020026147) ; prix Alfred-Née de l’Académie française en 1969
- How nice to see you! Americana, Paris, Seuil, coll. « Pierre vives », 1er février 1971, 111 p. (ISBN 9782020020213)
- Mœurs : ethnologie et fiction, Paris, Seuil, coll. « Pierre vives », 18 septembre 2019 (1re éd. 1976), 248 p. (ISBN 9782020045025)
- Dandies : Baudelaire et Cie, Paris, Seuil, coll. « Pierre vives », 1er juin 1984 (ISBN 9782020069076)
- Sur le dandysme (textes présentés par Roger Kempf), Union Générale des éditions
- Roger Kempf (éd.), John Atherton, Marianne Debouzy, Françoise kourilsky, Diana Johnstone, Maria Jolas, Leslie A. Fiedler et John Weber, Les États-Unis en mouvement : essais, explications, documents réunis par, Denoël/Gonthier, coll. « collectif Médiations » (no 1)
- avec Jean-Paul Aron, Le Pénis et la Démoralisation de l'Occident, Grasset, coll. « Figures », 4 octobre 1978 (ISBN 9782246006732)
- Bouvard, Flaubert et Pécuchet, Paris, Grasset, 1er novembre 1990, 294 p. (ISBN 9782246438410)
- L'Indiscrétion des frères Goncourt, Grasset, 2004, 260 p. (ISBN 9782246634713), prix Ève-Delacroix 2005 de l'Académie française[2] et prix Femina essai 2004[3]
- avec Sarah Kofman, Tributs à Voltaire, Furor, 6 janvier 2017, 80 p. (ISBN 9782940601004)

### Traduction
- Emmanuel Kant, Essai pour introduire en philosophie le concept de grandeur négative, Vrin, coll. « Bibliothèque des Textes Philosophiques », novembre 1991, 68 p. (ISBN 978-2-7116-0419-7)
- Emmanuel Kant, Observations sur le sentiment du beau et du sublime, Vrin, juin 1992, 86 p. (ISBN 978-2-7116-0422-7)
- Emmanuel Kant, Réponse à Eberhard, Vrin, janvier 1998, 176 p. (ISBN 978-2-7116-1360-1)